# Jack Betts
Jack Fillmore Betts (11. dubna 1929 Jersey City – 19. června 2025 Los Osos), uváděný také jako Hunt Powers, byl americký filmový, divadelní a televizní herec. Nejvíce se proslavil účinkováním v několika spaghetti westernech, například ve filmu Sugar Colt (1966), a objevil se také ve filmu Spider-Man (2002).

## Životopis
Jack Betts se narodil 11. dubna 1929 a vyrůstal v Jersey City ve státě New Jersey. V dětství se s rodinou přestěhoval do Miami na Floridě. Zúčastnil se konkurzu do talentové soutěže na stanici WIOD. Vystudoval Miami Senior High School a navštěvoval Miami University, na které studoval divadlo.
Svou kariéru zahájil v roce 1953 ve hře Richard III. Ztvárnil Chrise Devlina v mysteriózním seriálu CBS Checkmate (1960 až 1962). V letech 1963 až 1965 ztvárnil doktora Kena Martina v seriálu General Hospital. V roce 1982 si zahrál také pana Fishera v seriálu One Life to Live.
Mezi jeho četná televizní vystoupení patřily čtyři role v seriálu Perry Mason na stanici CBS.
Betts byl také autorem knihy Screen Test: Take One, hry o mýdlové opeře, která vznikla na filmovém place.
V roce 2002 si zahrál Henryho Balkana ve filmu Spider-Man režiséra Sama Raimiho.
Jack Betts zemřel ve spánku 19. června 2025 ve svém domě v Los Osos v Kalifornii ve věku 96 let. Jeho úmrtí potvrdil jeho synovec.

## Filmografie (výběr)
- Volný pád (1993)
- Batman navždy (1995)
- Batman & Robin (1997)
- Bohové a monstra (1998)
- Power Rangers Lost Galaxy (1999)
- Maléry pana Šikuly (1999)
- Divoké dítě (2001)
- Spider-Man (2002)
- Mardi Gras: Jarní prázdniny (2011)
- Ohledně minulé noci (2014)